# Departamentos in Bolivien
Bolivien ist in neun von der Verfassung her autonome Departamentos gegliedert. 

## Geschichte und Struktur
Departamentos sind Gebietskörperschaften, die zum Teil während der spanischen Kolonialherrschaft (Vizekönigreich Río de la Plata) gebildet wurden, deren Grenzen sich aber im Laufe der Zeit häufig verschoben haben. Zuletzt wurde im Jahr 1938 von Präsident Germán Busch Becerra das Departamento Pando gegründet, eine Abspaltung von La Paz.
Jedes Departamento wird von einem Gouverneur (Gobernador) geleitet, der vom Volk gewählt wird. Die Departamentos sind ihrerseits in insgesamt 112 Provinzen (provincias) und diese wiederum in 339 Municipios untergliedert. Die Bevölkerung jedes Departamentos sowie auch der untergeordneten Ebenen kann per Referendum entscheiden, ob sie sich eine eigene Autonomieverfassung geben wollen oder weiterhin ausschließlich den Vorgaben der übergeordneten Verfassung folgen möchten.

## Heutige Departamentos
| Name       | Fläche1   | Flächenvergleich        | Einwohner2 | Dichte3 | HDI4  | Hauptstadt              | ISO-Code5 | Gründungsdatum nach der Unabhängigkeit Boliviens |
| ---------- | --------- | ----------------------- | ---------- | ------- | ----- | ----------------------- | --------- | ------------------------------------------------ |
| Beni       | 213.564   | Belarus                 | 425.780    | 1,99    | 0,703 | Trinidad                | BO-B      | 18.11.1842 durch José Ballivián                  |
| Chuquisaca | 51.524    | Bosnien und Herzegowina | 600.728    | 11,66   | 0,667 | Sucre                   | BO-H      | 23.01.1826 durch Antonio José de Sucre           |
| Cochabamba | 55.631    | Kroatien                | 1.938.401  | 34,84   | 0,681 | Cochabamba              | BO-C      | 23.01.1826 durch Antonio José de Sucre           |
| La Paz     | 133.985   | Griechenland            | 2.741.554  | 20,46   | 0,693 | La Paz                  | BO-L      | 23.01.1826 durch Antonio José de Sucre           |
| Oruro      | 53.588    | Niederlande + Flandern  | 490.612    | 9,16    | 0,700 | Oruro                   | BO-O      | 05.09.1826 durch Antonio José de Sucre           |
| Pando      | 63.827    | Lettland                | 109.173    | 1,71    | 0,720 | Cobija                  | BO-N      | 24.09.1938 durch Germán Busch Becerra            |
| Potosí     | 118.218   | Bulgarien               | 798.664    | 6,76    | 0,599 | Potosí                  | BO-P      | 23.01.1826 durch Antonio José de Sucre           |
| Santa Cruz | 370.621   | Deutschland             | 2.776.244  | 7,49    | 0,758 | Santa Cruz de la Sierra | BO-S      | 23.01.1826 durch Antonio José de Sucre           |
| Tarija     | 37.623    | Schweiz                 | 508.757    | 13,52   | 0,721 | Tarija                  | BO-T      | 24.09.1831 durch Andrés de Santa Cruz            |
| Gesamt     | 1.098.581 | Mitteleuropa            | 10.389.903 | 9,46    | 0,692 |                         |           |                                                  |

1: in km², Quelle: INE

2: Volkszählung von 2012

3: Einwohner pro km²

4: Index der menschlichen Entwicklung

5: ISO-Code nach ISO 3166-2:BO

## Ehemalige Departamentos
Mehrere Departamentos wurden aufgelöst:
- Das Departamento Tarata existierte von 1866 bis 1871. Es umfasste den Südosten des heutigen Departamentos Cochabamba. Seine Hauptstadt war Tarata.
- Das Departamento Mejillones wurde 1867 gegründet und 1871 wieder aufgelöst. Es lag auf dem Gebiet des heutigen Departamentos La Paz, sein Hauptort war Coro Coro.
- Das Departamento Litoral umfasste die Küstengebiete, die Bolivien 1884 im Zuge des verlorenen Salpeterkriegs an Chile verlor. Es gehörte zum Departamento Potosí, bevor es eigenständig wurde.

## Weiteres
- Unter der früheren Verfassung wurden Präfekten (Prefectos) vom Präsidenten ernannt und abberufen.
- Die Namen der Departamentos gehen zum Teil auf Bezeichnungen der Ureinwohner zurück (z. B. Cochabamba, Chuquisaca). Andere nehmen Bezug auf frühere Präsidenten (José Manuel Pando), einen Grenzfluss (Río Beni) oder sind schlicht nach der Hauptstadt (z. B. Tarija) benannt.
- Die Flagge Boliviens weist 10 Sterne auf, da der Stern für das an Chile verlorene Departamento Litoral nie entfernt wurde, derjenige für Pando jedoch per Gesetz ergänzt wurde.
- Einige Vorläufer der heutigen Departamentos sind in der Karte des Río-de-la-Plata-Staats ersichtlich (La Paz, Cochabamba, Potosí und Charcas, der frühere Name von Chuquisaca). Tarija bildete damals eine Einheit mit dem heute argentinischen Salta: Territoriale Aufteilung des Vizekönigreiches des Río de la Plata

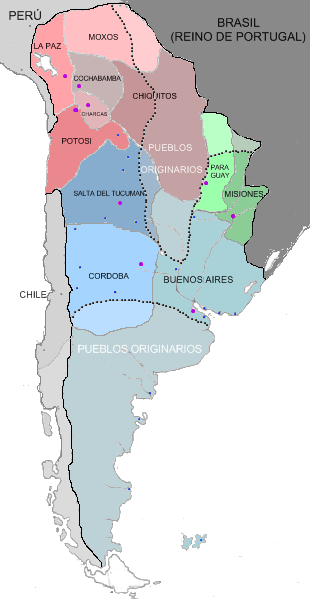
Territoriale Aufteilung des Vizekönigreiches des Río de la Plata
im Jahr 1783

im Jahr 1783